# Astéroïde (téléfilm, 2011)
Pour plus de détails, voir Fiche technique et Distribution.
Astéroïde (Collision Earth) est un téléfilm canadien de science-fiction réalisé par Paul Ziller et diffusé aux États-Unis le 14 janvier 2012 sur Syfy et le 1er mars 2012 sur The Movie Network / Movie Central.
Il a été diffusé en France sur NRJ 12 le 19 mars 2016 après une sortie en DVD et Blu-ray le 23 août 2013 sous le titre Collisions - Asteroid Alert.

## Synopsis
Une gigantesque comète s'écrase sur le Soleil et l'explosion déplace la planète Mercure de son orbite.
Mercure se dirige droit sur la Terre. Au fur et à mesure que la planète s'approche, les catastrophes naturelles se multiplient. 
Le seul espoir est une arme militaire capable de repousser Mercure avant sa collision avec la Terre.

## Fiche technique
- Titre original : Collision Earth
- Titre français : Astéroïde
- Autre titre français : Alerte collision (NRJ 12)
- Réalisation : Paul Ziller
- Scénario : Ryan Landels
- Société de production : CineTel Films (en)
- Pays d'origine :  Canada
- Langue originale : anglais
- Durée : 95 minutes
- Dates de sortie :
  -  États-Unis : 14 janvier 2012
  -  Canada : 1er mars 2012
  -  France : 19 mars 2016 sur NRJ 12[3]

## Distribution
- Kirk Acevedo (VF : Cyrille Monge) : Dr James Preston
- Diane Farr (VF : Rafaèle Moutier) : Victoria Preston
- Adam Greydon Reid (VF : Mathias Kozlowski) : Matthew Keyes
- David Lewis (VF : Thierry Kazazian) : Marshall Donnington
- Catherine Lough Haggquist (VF : Marie Zidi) : Jennifer Kelly
- Chad Krowchuk (VF : Sébastien Desjours) : Christopher Weaver
- Jessica Parker Kennedy (VF : Anouck Hautbois) : Brooke Adamson
- Andrew Airlie (VF : Olivier Destrez) : Edward Rex
- Kevan Ohtsji (VF : Luc Boulad) : Lee Tahon
- Holly Elissa (VF : Véronique Desmadryl) : Michelle
- Ken Roberts (VF : Patrice Dozier) : Dan Farmington

Sources et légende : Version française (VF) selon le carton de doublage français.